# Jacopo Morelli (imprenditore)
Jacopo Morelli (Firenze, 9 ottobre 1975) è un imprenditore italiano.

## Biografia
Laureato, dopo gli studi classici, in economia all'Università di Firenze, è presidente di EmmeEmme S.p.A., società del settore arredamento. Nel triennio 2011-2014, è stato presidente nazionale dei Giovani imprenditori di Confindustria e vice presidente di Confindustria..
Dal 2004 al 2005, è stato componente del Consiglio Centrale dei Giovani Imprenditori.
Dal 2005 al 2008 è stato presidente del Gruppo Giovani Imprenditori di Confindustria Firenze e vice presidente di Confindustria Firenze.
Dal 2008 al 2010, è stato membro della Commissione Nazionale Ricerca Innovazione. Dal 2010 è componente del Comitato tecnico confederale “Credito e Finanza per le PMI”.
Dal 2008 al 2011, è stato vice presidente nazionale, con delega all'Economia, dei Giovani Imprenditori di Confindustria, nella squadra di Federica Guidi.